# Djilacounda
Djilacounda est un village du Sénégal situé en Basse-Casamance. Il fait partie de la communauté rurale de Suelle, dans l'arrondissement de Sindian, le département de Bignona et la région de Ziguinchor.
Lors du dernier recensement (2002), la localité comptait 449 habitants et 63 ménages.